# Nucleic Acid Therapeutics
Nucleic Acid Therapeutics, abgekürzt Nucl. Acid Ther., ist eine wissenschaftliche Fachzeitschrift, die vom Mary Ann Liebert-Verlag veröffentlicht wird. Die Zeitschrift wurde 1991 unter dem Namen Antisense: Research and Development gegründet. Im Jahr 1996 erfolgte eine Änderung in  Antisense & Nucleic Acid Drug Development, der 2003 eine Verkürzung des Titels auf Oligonucleotides folgte. Seit 2011 heißt die Zeitschrift Nucleic Acid Therapeutics und erscheint mit sechs Ausgaben im Jahr. Sie ist das offizielle Publikationsorgan der Oligonucleotide Therapeutics Society. Es werden Arbeiten veröffentlicht, die sich mit dem Einsatz von Nukleinsäuren als therapeutische Mittel beschäftigen.
Der Impact Factor lag im Jahr 2014 bei 2,929. Nach der Statistik des ISI Web of Knowledge wird das Journal mit diesem Impact Factor in der Kategorie medizinische Chemie an 20. Stelle von 59 Zeitschriften, in der Kategorie Biochemie und Molekularbiologie an 132. Stelle von 289 Zeitschriften und in der Kategorie experimentelle und forschende Medizin an 46. Stelle von 123 Zeitschriften geführt.